# الجامعة الأمريكية في دهوك
الجامعة الأمريكية في كردستان هي جامعة خاصة غير ربحية للتعليم العالي تقع في مدينة دهوك الواقعة في إقليم كردستان العراق.

## الروابط الخارجية
1. ↑  "الجامعة الأمريكية في كردستان". مؤرشف من الأصل في 2023-10-03. اطلع عليه بتاريخ 2023-08-20.

## الموقع الرسمي
- الجامعة الأمريكية في كردستان